# Bei Shizhang
Bei Shizhang (Zhenhai, 10 ottobre 1903 – Pechino, 29 ottobre 2009) è stato un biologo e educatore cinese.

## Biografia
Nacque a Zhenhai, nella provincia del Zhejiang, il 10 ottobre 1903. Era il membro più anziano dell'Academia Sinica e dell'Accademia delle Scienze cinese al momento della sua morte. Fu il fondatore, il primo direttore generale e direttore onorario dell'Istituto di biofisica, l'Accademia delle scienze cinese.
Fu un pioniere della citologia cinese, dell'embriologia e del fondatore della biofisica cinese. Era considerato il "padre della biofisica cinese". L'asteroide 31065 Beishizhang fu nominato in suo onore in occasione del suo 100º compleanno.
Conseguì il dottorato all'Università di Tubinga nel 1928.
Morì nella sua casa di Pechino il 29 ottobre 2009, all'età di 106 anni.